# Onthophagus hirtus
Onthophagus hirtus là một loài bọ cánh cứng trong họ Bọ hung (Scarabaeidae).